# ماسیمو اوددو
ماسیمو اوددو (به ایتالیایی: Massimo Oddo) بازیکن سابق و سرمربی کنونی فوتبال اهل ایتالیا است که هدایت باشگاه اسپال را برعهده دارد.

## تیم ملی
از سال ۲۰۰۲ میلادی عضو تیم ملی فوتبال ایتالیا بوده و در ۳۴ بازی ملی حضور داشته‌است. او در بازی‌های ملی‌اش ۱ گل به ثمر رساند.
ماسیمو اوددو آخرین بازی ملی خود را در سال ۲۰۰۸ میلادی انجام داد. ماسیمو اوددو در حال حاضر هدایت باشگاه فوتبال اسپال را بر عهده دارد.